# Petri + Lehr

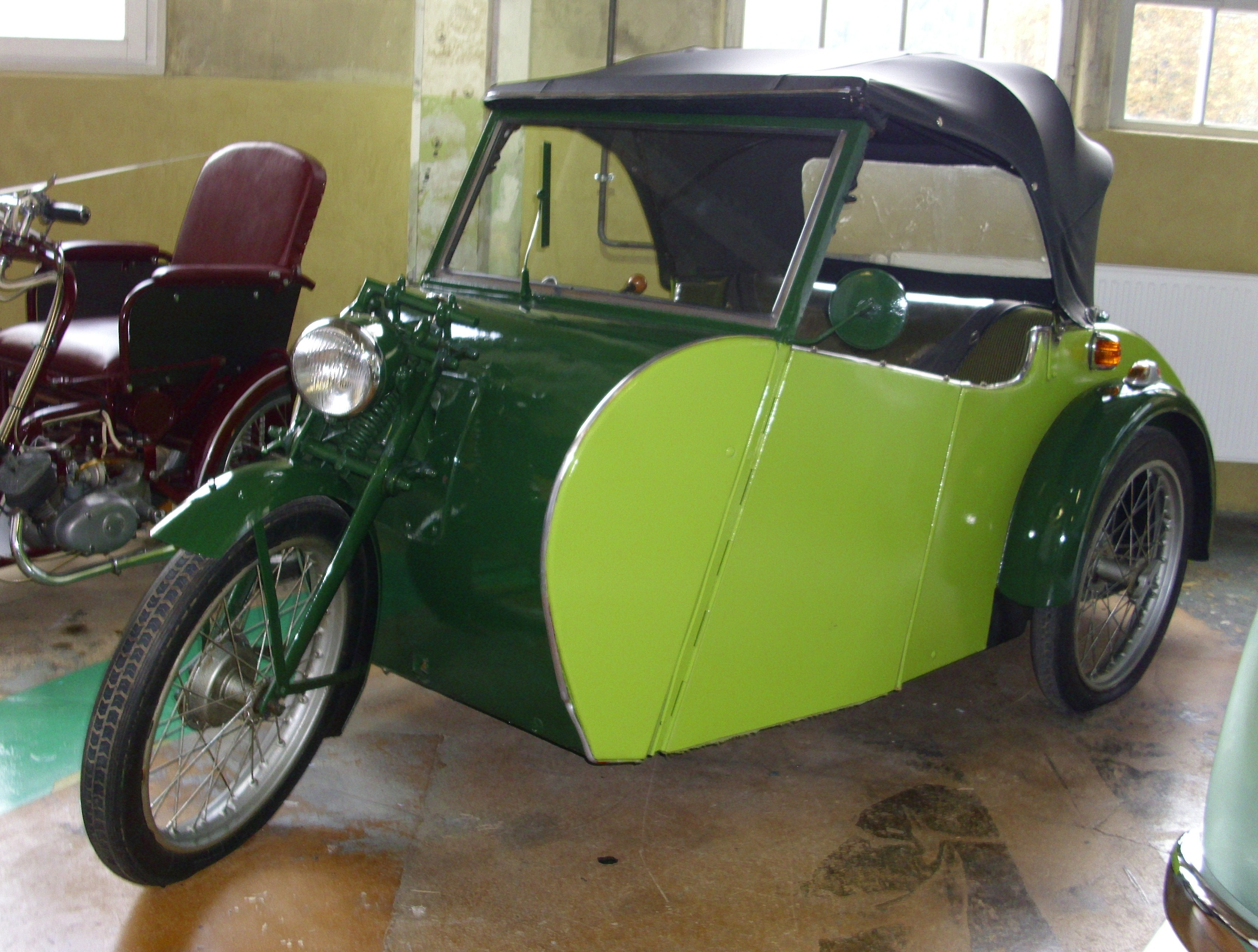
Petri & Lehr von 1953 im Museum Erfinderzeiten

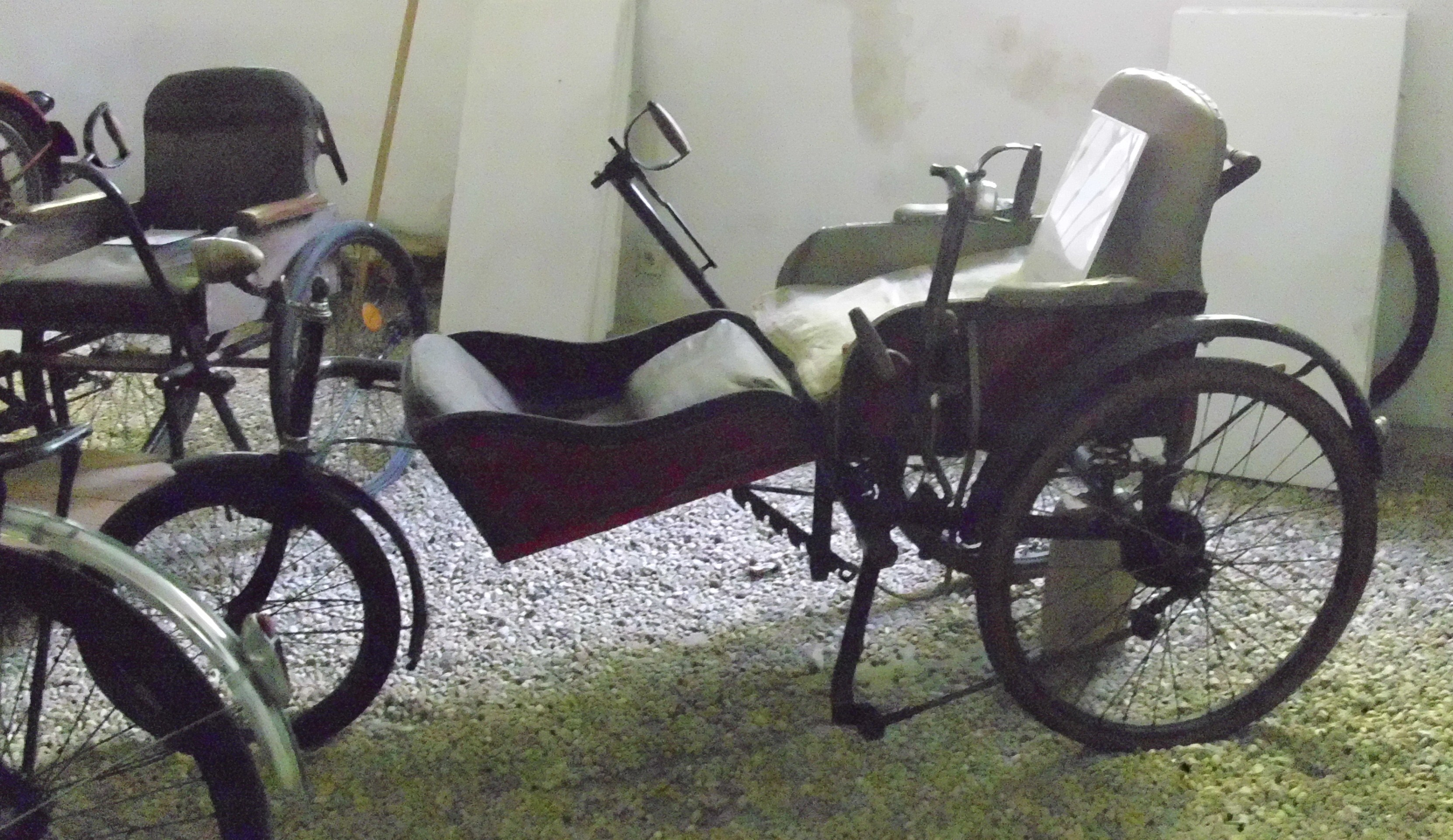
Rollstuhl

Die Petri + Lehr GmbH war ein deutsches Unternehmen im Bereich der Kraftfahrzeuganpassung für körperbehinderte Menschen und Hersteller von Kraftfahrzeugen.

## Geschichte
Wilhelm Petri und Adam Wilhelm Lehr gründeten 1902 das Unternehmen in Offenbach. Die Produktion von Mobilitätshilsmitteln wie Invalidenrädern begann. Später kam auch die Produktion von Kraftfahrzeugen dazu. Der Markenname lautete Petri & Lehr. Am 1. Januar 1950 erfolgte die Umwandlung in eine Offene Handelsgesellschaft. Laut einer Quelle gab 1950 die Auto Union GmbH ihren Versehrtenfahrzeugbau an Petri + Lehr ab. 1964 übernahm Meyra-Ortopedia das Unternehmen, das daraufhin als Einzelunternehmen weitergeführt wurde. Am 22. Februar 1973 wurde die Rechtsform in eine GmbH & Co. KG geändert. Das Unternehmen war Mitglied im Verband der Fahrzeugumrüster für mobilitätseingeschränkte Personen, kurz VFMP. Im Jahre 2010 wurden über 180 Fahrzeuge umgerüstet. Ab dem 1. Dezember 2013 gehörte das Unternehmen als Petri + Lehr GmbH zur Kehrel AG mit Sitz in Großräschen.
Am 11. März 2019 hatten die Mitarbeiter die Arbeit niedergelegt, nachdem seit Januar 2019 Löhne nicht mehr bezahlt worden waren. Das Unternehmen ruhte seitdem. Am 29. Juli 2019 wurde die Insolvenz bekannt gemacht: „Die Gesellschaft ist auf Grund der Eröffnung des Insolvenzverfahrens gemäß § 60 Abs. 1 Nr. 4 GmbHG aufgelöst“.
Die Internetseite der Gesellschaft ist abgeschaltet. Vor dem Amtsgericht (Schöffengericht) Cottbus ist unter dem Aktenzeichen 1700 Js 2980/19 ein Verfahren gegen den letzten Geschäftsführer der Gesellschaft u. a. wegen Insolvenzverschleppung und anderer Vorwürfe anhängig. Die Anklageschrift der Staatsanwaltschaft Cottbus datiert vom 24. August 2020.

## Produkte
Das Unternehmen stellte Umrüstsysteme, Einstiegshilfen und Zusatzgeräte für behinderte Autofahrer her. Früher entstanden auch komplette Kraftfahrzeuge für Körperbehinderte. Zur Wahl standen Benzinmotoren mit 98 cm³, 174 cm³ und 197 cm³ Hubraum sowie Elektromotoren. In einem noch existierenden Modell 207 von 1955 sorgte ein Einzylindermotor der ILO-Motorenwerke mit 197 cm³ Hubraum und 9,5 PS für den Antrieb. Dieses Fahrzeug bot zwei Personen nebeneinander Platz. Der Neupreis betrug 1800 DM.
Zwei Fahrzeuge sind in der Vehikelsammlung Eppelheim zu besichtigen. Ein Dreirad befindet sich im Museum Erfinderzeiten in Schramberg. Ein weiteres Fahrzeug ist in der Fränkischen Kleinwagensammlung Bittner in Stopfenheim ausgestellt.
Die Fahrhilfe Petri + Lehr Multifunktionsdrehknopf TOUCH war im Mercedes-Benz-Werksprogramm erhältlich. Es war eine funkbasierte Fernbedienung für Abblendlicht, Fernlicht, Blinker, Hupe und Scheibenwischer.